# Alain Berger (Orientierungsläufer)
Alain Berger (* 13. Januar 1970) ist ein ehemaliger Schweizer Orientierungsläufer und Mountainbike-Orienteer.

## Laufbahn
Der aus der Romandie stammende Berger gewann bei seinem WM-Debüt 1991 in der Tschechoslowakei in der Schweizer Staffel mit Thomas Bührer, Urs Flühmann und Christian Aebersold seine erste Goldmedaille. Vier Jahre später gelang den Schweizern mit Berger, Daniel Hotz, Aebersold und Bührer ein erneuter Staffeltriumph. Bei diesen Weltmeisterschaften in Detmold 1995 erreichte er mit Platz acht auf der Kurzdistanz sein bis dahin bestes Einzelresultat. Im Jahr darauf wurde er Fünfter des Weltcups. Bei seinen letzten Weltmeisterschaften 1999 in Schottland gewann er hinter den beiden Norwegern Bjørnar Valstad und Carl Henrik Bjørseth die Bronzemedaille auf der langen Strecke.
Er widmete sich in den darauffolgenden Jahren vermehrt dem Mountainbike-Orienteering und gewann bei den ersten beiden Weltmeisterschaften 2002 und 2004 in dieser Disziplin insgesamt vier Medaillen, darunter Gold 2004 auf der Langdistanz.
Berger gewann die Schweizermeisterschaft im Orientierungslauf 1998 auf der Kurzdistanz, 1991, 1994, 1998 auf der Langdistanz, 1991 im Nacht-OL sowie 1993 mit der Staffel und 1999 mit dem Team von CO Chenau. International startete Berger für die Vereine Nydalens SK und Bækkelagets SK. Mit letzterem siegte er 1999 bei der Jukola.

## Platzierungen

### Orientierungslauf
| WM                   | Kurz | Lang | Staffel |
| -------------------- | ---- | ---- | ------- |
| 1991 Mariánské Lázně |      | 19.  | 1.      |
| 1993 West Point      |      | 33.  |         |
| 1995 Detmold         | 8.   | 29.  | 1.      |
| 1997 Grimstad        | 29.  | 32.  | 5.      |
| 1999 Inverness       | 11.  | 3.   | 4.      |

| Gesamt-Weltcup | Gesamt-Weltcup |
| -------------- | -------------- |
| 1990           | 62.            |
| 1992           | 45.            |
| 1994           | 25.            |
| 1996           | 5.             |
| 1998           | 33.            |

| JOWM         | Kurz | Lang | Staffel |
| ------------ | ---- | ---- | ------- |
| 1990 Älvsbyn |      | 11.  | 6.      |

### Mountainbike-Orienteering
| WM                 | Kurz | Lang | Staffel |
| ------------------ | ---- | ---- | ------- |
| 2002 Fontainebleau | 2.   | 3.   | 6.      |
| 2004 Ballarat      | 2.   | 1.   |         |

| Gesamt-Weltcup | Gesamt-Weltcup |
| -------------- | -------------- |
| 2000           | 41.            |
| 2001           | 8.             |
| 2003           | 42.            |